# Melania Trump
Melania Trump, születési nevén  Melanija Knavs (Novo mesto, Jugoszlávia, 1970. április 26. –) szlovén származású amerikai egykori modell, Donald Trump amerikai elnök harmadik felesége, 2017 és 2021 között az Amerikai Egyesült Államok first ladyje. Mivel férjét a 2024-es elnökválasztáson újraválasztották, 2025 januárjától visszatért a first lady szerepbe.
Szlovéniában (akkor Jugoszlávia) született, ahol 16 évesen kezdett divatmodellként dolgozni. Nevének írásmódját a németes Melania Knaussra változtatta, és Párizsba és Milánóba utazott, hogy modellmunkát keressen, ahol találkozott Paolo Zampolli üzletemberrel, aki modellként alkalmazta és később szponzorálta az Egyesült Államokba való bevándorlását. Manhattanben modellkedett tovább, ahol Zampolli 1998-ban bemutatta Donald Trumpnak. Melania és Donald Trump 2005-ben házasodtak össze, és a következő évben született a fiuk, Barron Trump.

## Gyermekkora
Melanija Knavs 1970. április 26-án született a szlovén (akkor jugoszláv) Novo mesto településen. Apja, Viktor Knavs (született: 1944. március 24.) a szomszédos Radeče városból származott, és egy állami tulajdonú járműgyártó céggel folytatott autó- és motorkerékpárral foglalkozó adás-vételi munkát. Édesanyja, Amalija Ulčnik (született: 1945. július 9.) Raka városából származott, aki egy gyermekruházati manufaktúra, a sevnicai Jutranjka mintatervezője volt. Édesanyja jóvoltából kiskorában több divatbemutatón szerepelt. Idősebb nővére, Ines Knaves jelenleg művészként tevékenykedik. Apai ágon van egy náluk idősebb féltestvérük, de vele sosem találkoztak.
Knavs Sevnicában nőtt fel. Édesapja tagja volt a Szlovén Kommunista Ligának, ahol a rendszer miatt támogatnia kellett az ateizmust, de gyermekeit azonban titokban római katolikus szertartással megkeresztelte.
Tinédzserkorában egy kétszintes kertes házba költöztek családjával Sevnicán belül. A Ljubljana-i Dizájn és Fotográfiai Szakközépiskola(?) tanulójaként egy ljubljanai lakásban élt. Ezt követően egy évig a Ljubljana-i Egyetemen tanult építészetet.

## Karrierje

### Modellkedés
5 éves korától modellkedett, majd első nagy munkáját 16 évesen végezte, amely fotózáson Stane Jerko elismert szlovén divatfotós modellje volt. Karrierje beindításakor változtatta meg szlovén Knavs vezetéknevét a német hangzású Knaussra, és hagyta el keresztnevéből a „j”-betűt.
18 évesen leszerződtette egy milánói modellügynökség. 1992-ben a Ljubljanában megszervezett Jana Magazin szépségversenyén második helyezést ért el − a vetélkedő első három helyezettjének nemzetközi szerződést ígértek.
Egy évig a Ljubljanai Egyetemen tanult, de tanulmányait befejezve párizsi és milánói divatházaknak dolgozott egészen 1995-ig, amikor a Metropolitan Models társtulajdonosával, Paolo Zampollival találkozott – aki egyébként Donald Trump egyik közeli barátja – annak európai körútján. Zampolli volt az, aki biztatta őt, hogy ha az Amerikai Egyesült Államokba költözik, akkor szívesen foglalkoztatná őt. 1996-ban Knauss Manhattanbe költözött és közös lakásban élt Matthew Atanian fotóssal. Melania egy héten akár tíz fotózáson is részt vett, miután megkapta az országban a munkavégzési engedélyt.

## Férjével való kapcsolata

### Találkozásuk

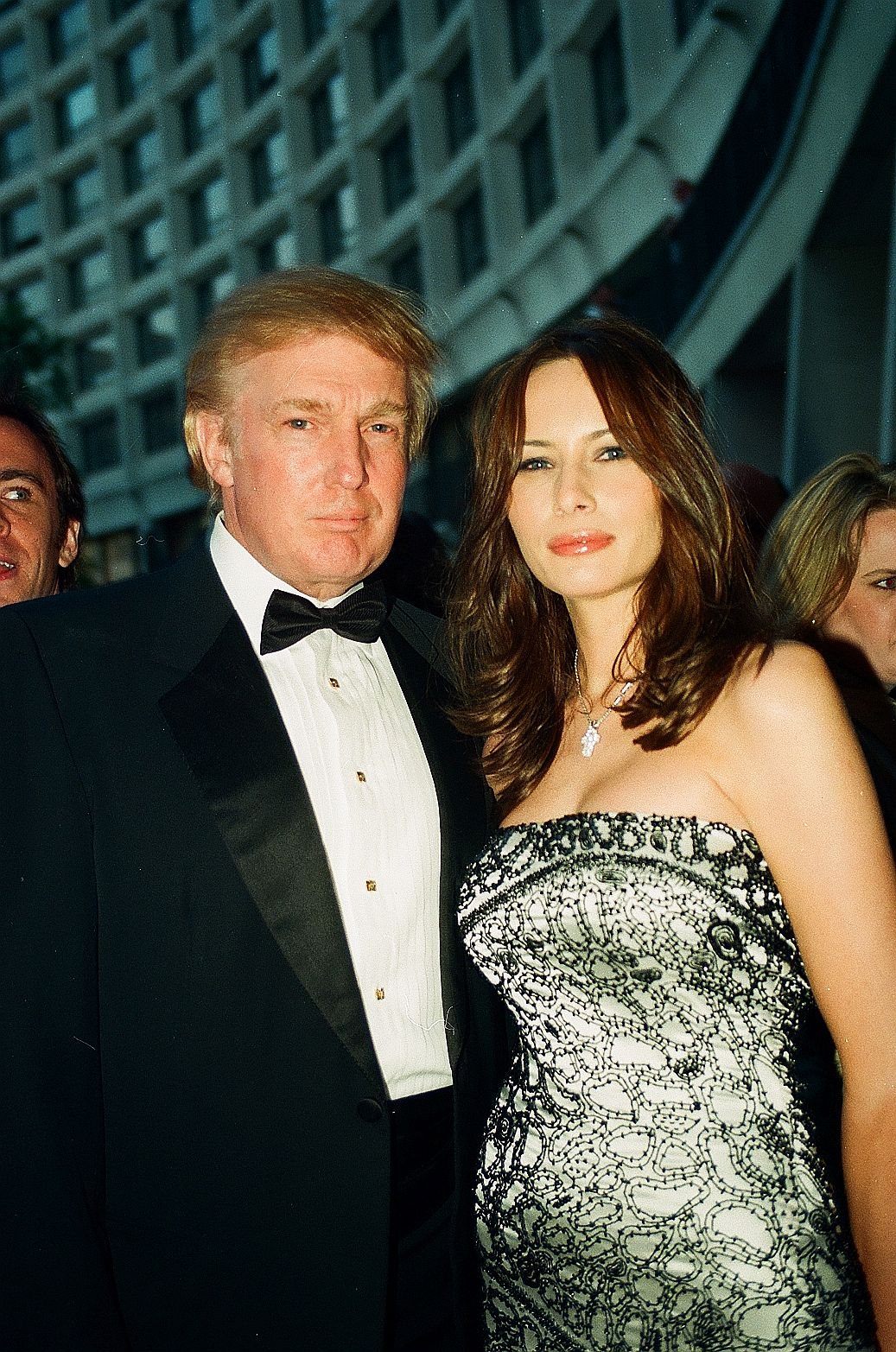
Donald Trump és Melania 1999-ben

1998 szeptemberében találkozott először az akkor már ingatlanmágnás Donald Trumppal egy divatheti partin, amit a Kit Kat Clubban rendeztek meg. Melania ekkor már befutott modell volt, több amerikai magazin, például az In Style Weddings, a New York Magazine, az Avenue, a Philadelphia Style, a Vanity Fair, és a Vogue címlapján szerepelt. Mialatt Trumppal egyre komolyabbá vált a kapcsolata, közben családja is New Yorkba költözött.
1999-ben a The Howard Stern Show-ban egy interjú alkalmával megkérdezte tőle, hogyha párja, Donald Trump elnök lenne, milyen jellemű First Lady lenne, melyre ő azt válaszolta, hogy „Nagyon hagyományos lennék, mint Betty Ford, vagy Jackie Kennedy”.
2000-ben támogatta későbbi férjét abban, hogy szerezze meg a Reform Párt elnökjelöltségét, de nem sok idővel rá szakítottak, majd kis idő múlva ismét egy párt alkottak; szintén ebben az évben szerepelt a Sport Illustrated fürdőruhás kiadványában.

### Házasságuk
Trump 2004-ben jegyezte el, majd 2005. január 22-én anglikán szertartás keretei között megházasodtak a floridai Palm Beachben. Ezután férje Mar-a-Lago birtokán lévő báltermében tartottak fogadást. Az eseményen olyan hírességek vettek részt, mint Katie Couric, Matt Lauer, Rudy Giuliani, Heidi Klum, Star Jones, P. Diddy, Shaquille O'Neal, Barbara Walters, Conrad Black, Regis Philbin, Simon Cowell, Kelly Ripa, Hillary Clinton, vagy Bill Clinton. Trumpnak ő volt a harmadik felesége, Knaussnak pedig Trump volt az első férje. Érdekesség, hogy a lakodalmon Billy Joel előadta a Just the Way You Are című slágert, és a The Lady is a Tramp című jazzdalt „Trump”-ra átírva. Az esküvőről a sajtó folyamatosan beszámolt, különösen a menyasszony 200 ezer dollár értékű John Galliano tervezte Dior ruhájáról.
2006. március 20-án született meg közös gyermekük, Barron William Trump. A fiú első nevét apja, másodikat anyja választotta ki. Állítólag Trump csak úgy ment bele a gyerekvállalásba, ha Melania megígéri, hogy a terhesség után visszaszerzi az az előtti alakját. Elmondása szerint két fiúról gondoskodik: egy nagyról, a nála 24 évvel idősebb férjéről, és egy kicsiről, a 2006-ban született Barron nevű gyerekükről.

### Üzleti élet
2010-ben elindította saját ékszermárkáját Melania Timepieces and Jewelery néven.  Az ékszereken kívül luxusáruházakban forgalmazott kozmetikai termékcsaládot Melania Skin Care Collection néven. A 2016-os pénzügyi beszámolója alapján 15 ezer és 50 ezer dollár körüli bevételhez juthatott a termékek után.  2017-ben az ékszereket, és a kozmetikai termékeit gyártó manufaktúrái bejelentették, hogy megszüntették vele a közös munkát.

### Választásokkor
A férje választási kampánya idején azzal került a hírekbe, hogy az egyik beszédét Michelle Obama beszédéről plagizálták, majd korábbi aktképei kerültek terítékre a bulvármédiában, de kiderült az is, hogy állításával ellentétben nincs diplomája.
Későbbi értesülések szerint Melaniát zavarták férje politikai ambíciói, aki alapvetően csendes, nyugodt életet szeretett volna élni Trump mellett, de annak elnöki karrierje miatt erre a szereplések és biztonsági protokollok miatt kevés lehetősége van, ezért tűnhetett boldogtalannak különböző nyilvános rendezvényen, időközben pedig számos gesztus arról tanúskodik, hogy el is hidegült férjétől.

## Az Amerikai Egyesült Államok first ladyje (2017-2021)

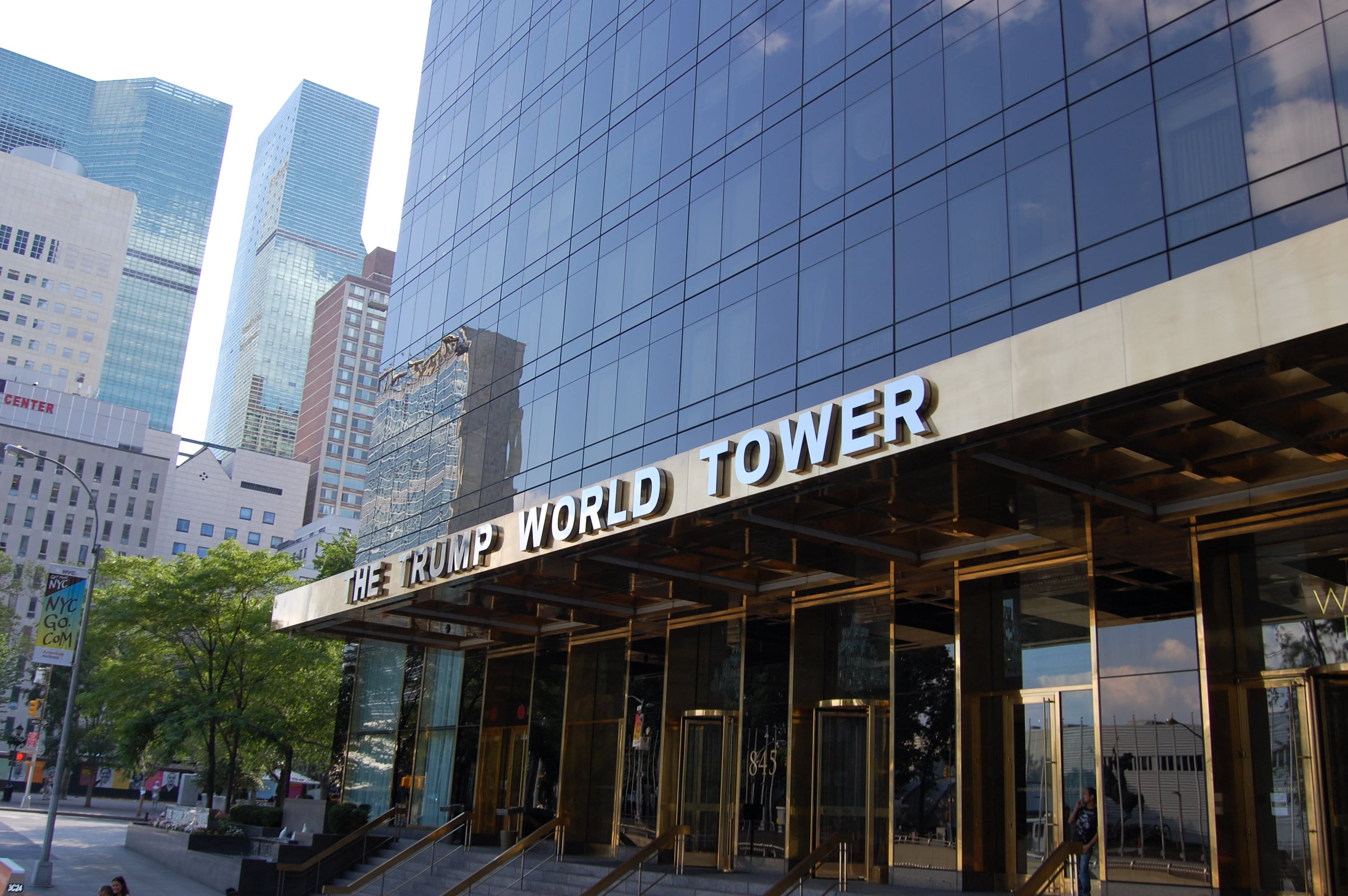
A manhattani Trump-torony bejárata

2017. január 20-án lett az Amerikai Egyesült Államok first ladyje. Ezt követően a manhattani Trump-toronyban élt fiával, Barronnal, aki a Columbia Grammar & Preparatory Schoolban a 2016-2017-es tanév végéig. Ezután költöztek 2017. június 11-én a washingtoni Fehér Házba.
A titkosszolgálati kódja „Muse” (magyarul: múzsa), amelynek az az érdekessége, hogy férje kódjával (Mogul) megegyezik a kezdőbetűje. Személyzete kilenc tagból áll, ami sokkal kevesebb, mint az előző first ladyké.
Ő a második nem amerikai származású first lady Louisa Adams után (John Quincy Adams amerikai elnök angliai születésű felesége). Emellett ő az első first lady, aki nem születési jogán keresztül amerikai állampolgár; akinek nem az angol az anyanyelve; illetve a legmagasabb (180 centiméter) elnökfeleség Michelle Obamát és Eleanor Rooseveltet is megelőzve.
2017. március 8-án megrendezte a Fehér Ház első nemzetközi nőnapi rendezvényét, ahol kihangsúlyozta a bevándorló nők életének nehézségeit, és az oktatáson belüli nemek közötti egyenlőtlenségek felszámolására való lehetőségeket.
2018 januárjában a The Wall Street Journal arról számolt be, hogy három hónap alatt – amíg 2017-ben New Yorkban élt – az Air Force járatokkal közlekedett New York, Florida, és Washington között, ami az amerikai adófizetőknek 670 ezer dollárjába került. Összehasonlítva, Michelle Obamának, az előző first ladynek, egy év alatti utazásai kerültek 350 ezer dollárba.
2018. január 30-án szembement a hagyományokkal, amikor az elnöki beszéd után nem férje elnöki limuzinjában, hanem vendégeivel egy külön autóban ment végig az elnöki autópályán.
2018. március 13-án Melania bejelentette, hogy március 20-án találkozót fog tartani az Amazon, a Facebook, a Google, a Snap, és a Twitter vezetőségével, hogy felhívja a figyelmüket az internetes zaklatásra, az internet biztonságos használatának előállítására, és az gyermekek számára érzékenytartalmak nem megjelenítésének megoldására. Trump ugyanis mélyen megveti az internetes bűnözést, zaklatást.
2018. április 23-án aktívan vállalt szerepet azon vacsorának megszervezésében, amelyen a francia miniszterelnököt, Emmanuel Macront, és feleségét, Brigitte Macront fogadták. Másnap Melania és Brigitte közösen látogattak meg egy Paul Cézanne kiállítást a Nemzeti Művészeti Galériában.
2018 októberében férje kísérete nélkül tartott egy természetvédelemmel kapcsolatos afrikai körutat, amelynek keretében Ghánában, Malawiban, Kenyában, és Egyiptomban tett látogatást helyi családoknál, felmérve helyzetüket.
2018. november 13-án egy rendkívüli nyilatkozatban elbocsátotta Mira Ricardel nemzetbiztonsági tanácsadó helyettest, akivel a folyó év októberében került összetűzésbe az afrikai repülőgépi ültetés és a Nemzetbiztonsági Tanács pénzének felhasználása miatt. Ez volt az amerikai történelem első esete, amikor a first lady hozott döntést a Fehér Ház személyzetéről.

### Be Bestkampány
2018. május 17-én férje elindította a Be Best kampányt, amely az ifjúság jólétének kiépítésére, az internetes zaklatás, és a kábítószer-használat ellen szólt. A kampányt egy füzet bemutatása kísérte, amit Melandia Trump és a Szövetségi Kereskedelmi Bizottság (Federal Trade Commission, FTC) állított össze, amely szinte azonos volt egy FTC által készített 2014-es dokumentummal. A hasonlóság miatt a First Lady-t plágiummal vádolták,  amire reagálva az irodája sajtótájékoztatót nyitott. Közölték, hogy Snopes internetes oldal (az egyik vádlója) általában hamis indokokkal vádol embereket plágiummal, illetve hogy Melania Trump sosem állította azt, hogy egymaga írta volna a füzetet, és hogy ő kizárólag a bevezetőjét írta – az FTC csak társszerzőnek kérte fel őt azért, hogy népszerűsítsék vele a Be Best programjait.

### Bevándorláspolitika
2018. június 17-én reagált férje zéró toleranciás bevándorláspolitikájára, s közölte, hogy gyűlöli látni azt, amikor a gyermekeket elválasztják szüleiktől. Ezért június 21-én rögtönözve szervezett egy texasi találkozót, hogy megtekintse a déli határ bevándorlási krízisét. Ezt követően részt vett a Upbring New Hope Children's Shelter kerekatasztal-beszélgetésén, ahol különböző orvosokkal, orvosi személyzettel, szociális munkásokkal beszélgetett a bevándorlási fogda gyermekeinek körülményeiről, jövőjéről.

### Divat
Férje elnökké avatása után (2017. január 20.) rövidesen divatikonná vált, és máig különböző média felületek foglalkoznak azzal, hogy éppen milyen stílust követ, melyik híres tervező kreációját viseli. A Vogue magazin összehasonlította Melania Trump gardróbját Nancy Reagan és Jacqueline Kennedyjével, és arra a megállapításra jutott, hogy Melania az erősen testre szabott, élénk színű darabokat kedveli – és kizárólag a felső kategóriás márkájú ruhákat, kiegészítőket.
A helyzethez nem megfelelő öltözékei miatt is kritikák érték: mikor férjével a texasi árvíz károsultjait látogatták meg, a praktikumot mellőzve az esős idő ellenére is tökéletes frizurában, napszemüvegben és tűsarkú kígyóbőrcipőben jelent meg. A Vogue cikke szerint a divatot itt is fontosabbnak tartó, a szenvedő texasiak közé égig érő tűsarkúban leereszkedő Melania nem épp empatikus üzenetet hordozott. De érték kritikák máskor is a feleslegesen drága ruhái és gyakori napszemüveg viselése miatt.

## Magánélete

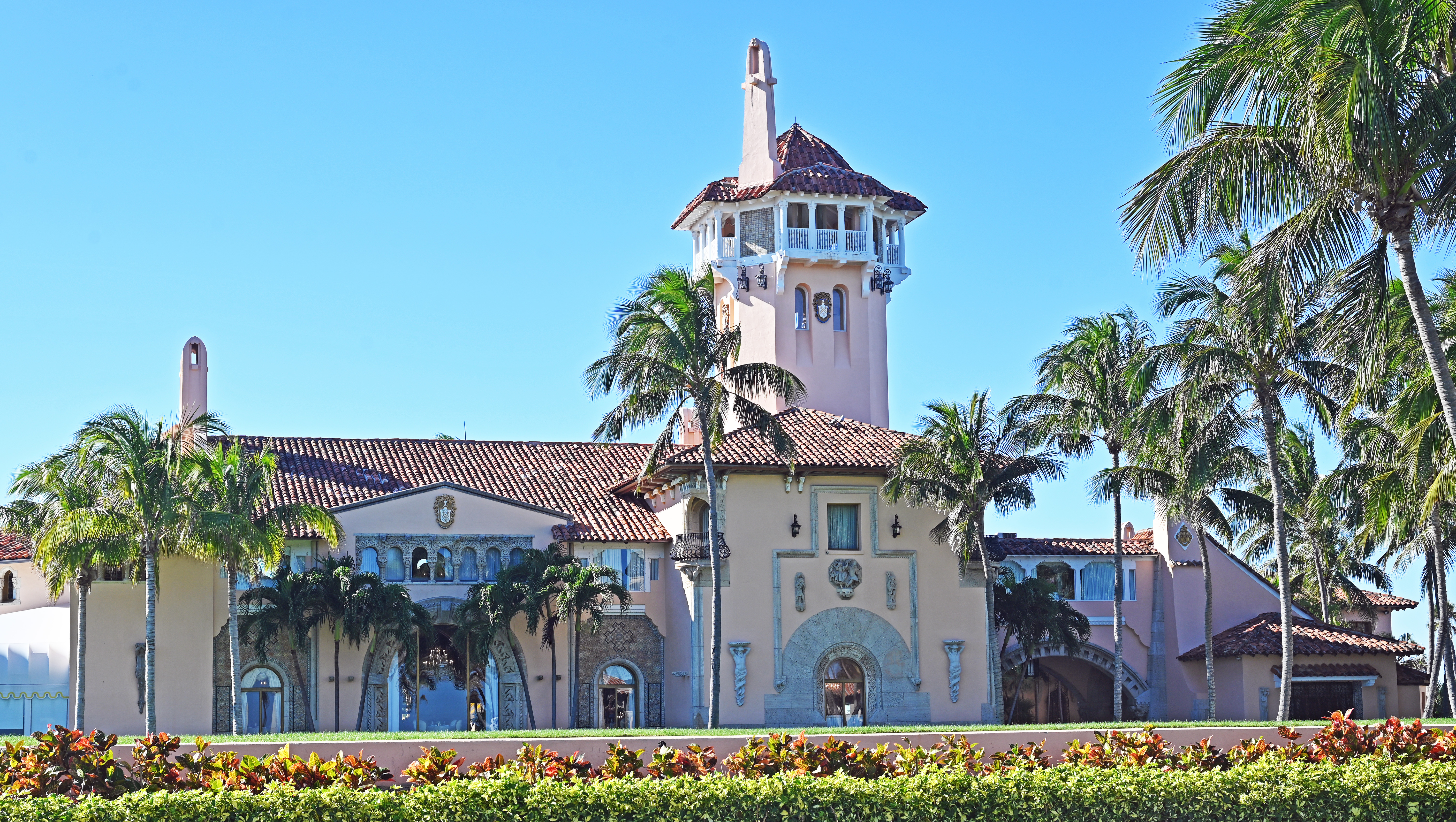
A Trump család floridai villája Palm Beach-en

A hobbijai között a pilátesz-tornát és a magazinok olvasását említő, több tévéreklámban feltűnt, gazdag feleségként természetesen jótékonykodó Melania visszahúzódó alkat.

### Vallása
Mikor férjével 2017 májusában a Vatikánban jártak, kiderült, hogy római katolikus vallású. Ennek azért nagy a jelentősége, mert ő a második, aki a Fehér Házban él, és római katolikus – az első Jacqueline Kennedy volt. Az említett látogatás alkalmával Ferenc pápa megáldotta rózsafüzérét, majd ezt követően virágot vitt a Mária szoborhoz, és a vatikáni gyermekkórházhoz.

### Egészsége
2018. május 14-én kezelte jóindulatú vesebetegségét, s az eljárás sikeres volt, nem maradt utána több szövődmény.

## Fordítás
- Ez a szócikk részben vagy egészben  a   Melania Trump című angol Wikipédia-szócikk fordításán alapul.  Az eredeti cikk szerkesztőit annak laptörténete sorolja fel. Ez a jelzés csupán a megfogalmazás eredetét és a szerzői jogokat jelzi, nem szolgál a cikkben szereplő információk forrásmegjelöléseként.